# 2-Phényltétraline
La 2-phényltétraline est un composé chimique composé d'un noyau tétraline relié au niveau du carbone 2 à un groupe phényl.